# دونالد سكوت
دونالد سكوت (1898 - 1981) (بالإنجليزية: Donald Scott)‏ هو لاعب كريكت بريطاني (وحمل سابقاً جنسية المملكة المتحدة لبريطانيا العظمى وأيرلندا).